# إنزيو بولدوين
إنزيو بولدوين (بالهولندية: Enzio Boldewijn) (17 نوفمبر 1992 بآلميره في هولندا - ) هو لاعب كرة قدم هولندي في مركز الهجوم. لعب مع دين بوستش ونادي أوترخت والمير سيتي.

## روابط خارجية
- إنزيو بولدوين على موقع قاعدة بيانات كرة القدم.إي يو (الإنجليزية)
- إنزيو بولدوين على موقع Soccerway.com (الإنجليزية)